# Budislav Vukas
Budislav Vukas (Rijeka/Sušak, 1 januari 1938 – Zagreb, 30 maart 2023) was een Kroatisch rechtsgeleerde. Hij was hoogleraar aan de Universiteit van Zagreb, rechter en president van het Internationale Zeerechttribunaal en ad-hocrechter van het Internationale Gerechtshof.

## Levensloop
Vukas studeerde aan de Universiteit van Zagreb en slaagde daar voor een Bachelor of Laws (1961), een Master of Laws (1965) en een Doctoraat in internationaal recht (1974). Verder volgde hij studies op het gebied van internationale betrekkingen en internationaal recht aan de Haagsche Academie voor Internationaal Recht (1961 en 1968-1970) en participeerde hij in het studie- en onderzoekscentrum van de academie (1967).
Vanaf 1963 maakte hij een carrière als hoogleraar aan de Universiteit van Zagreb. Daarnaast was hij gasthoogleraar aan tientallen andere universiteiten en instellingen wereldwijd, waaronder in Tilburg en aan de Haagsche Academie voor Internationaal Recht. Verder was hij adviseur voor het VN-Milieuprogramma, nam hij deel aan de conferenties die leidden tot het VN-Zeerechtverdrag en was hij lid van de voorbereidingscommissie van de Internationale Zeebodemautoriteit en het Internationale Zeerechttribunaal, en van verschillende andere internationale conferenties en commissies.
Vanaf de oprichting in 1996 was hij tot 2005 rechter van het Internationale Zeerechttribunaal in Hamburg en van 2002 tot 2005 was hij daarnaast vicepresident van het tribunaal. Daarna diende hij als ad-hocrechter voor het Internationale Gerechtshof in Den Haag in de zaak Application of the Convention on the Prevention and Punishment of the Crime of Genocide.